# Everybody Goes (Chitsujo no Nai Gendai ni Drop Kick)
Everybody Goes -Chitsujo no Nai Gendai ni Drop-Kick- (Eveybody Goes -秩序のない現代にドロップキック-?) è un brano musicale del gruppo musicale giapponese Mr. Children, pubblicato come loro settimo singolo il 12 dicembre 1994, ed incluso nell'album Bolero. Il singolo ha raggiunto la prima posizione della classifica Oricon dei singoli più venduti in Giappone, vendendo 1 240 040 copie.

## Tracce
CD Singolo TFDC-28029
1. everybody goes -Chitsujo no Nai Gendai ni Drop-Kick- (-秩序のない現代にドロップキック-)
2. Classmate (クラスメイト)
3. everybody goes -Chitsujo no Nai Gendai ni Drop-Kick- (Instrumental Version)

## Classifiche
| Classifica (1994) | Posizione più alta |
| ----------------- | ------------------ |
| Giappone (Oricon) | 1                  |